# Авагян, Татик Гетгониевич
Татик Гетгониевич Авагян (арм. Տաթևիկ Գետևոնի Ավագյան) (род. 22 декабря 1971, Ереван) ― армянский акушер-гинеколог, гистолог, доктор медицинских наук (2005), профессор (2011).

## Биография
Татик Авагян родился 22 декабря 1971 года в Ереване, Армянская ССР.
В 1979―1989 годах учился в средней школе № 19 имени Крупской, в 1995 году окончил лечебный факультет Ереванского государственного медицинского института.
С 1995 по 1999 год работал в Центре здоровье матери и ребенка Научно-исследовательского института «Акушерство и гинекология».
С 1998 по 2000 год был старшим лаборантом на кафедре акушерства и гинекологии Ереванского государственного медицинского университета.
В 2000 году защитил кандидатскую диссертацию в ЕГМУ, получив степень кандидата медицинских наук. С 2000 по 2001 год был старшим помощником заведующего кафедрой гистологии, с 2001 по 2005 год ― помощник профессора гистологии, в 2005 году назначен заведующим кафедрой гистологии.
В 2005 году защитил докторскую диссертацию на соискание учёной степени доктора медицинских наук. В 2011 году удостоен учёного звания профессора. С 1 сентября 2011 года ― учёный секретарь ЕГМУ, с декабря 2012 года ― директор Государственного учреждения «Ерджан Мхитар Гераци».

## Научная деятельность
Работы Татика Авагяна связаны с изучением системы мать-партнер-плод в условиях синдрома длительного давления (краш-синдрома), токсикоза беременности (гистоза). Является автором множества научных статей, 2 монографий, 1 книги и 1 учебного пособия.

## Членство в научных организациях
- Член экспертной комиссии по тестированию первичных материалов и методов Ереванского государственного медицинского университета, 2006 год
- Член квалификационной комиссии ЕГМУ, 2011 год
- Член экспертной комиссии «Акушерство и гинекология» Научно-координационного совета ЕГМУ, 2011 год
- Член Совета директоров Государственной некоммерческой организации «Ереванский государственный медицинский университет имени Мхитара Гераци», 2011 год

## Награды
- Серебряная медаль к 90-летию ЕГМУ, 2011 год
- Юбилейная медаль «20 лет Вооруженным силам Республики Армения», 2014 год